# Murriel Page
LaMurriel Page, detta Murriel (Louin, 18 settembre 1975), è un'ex cestista e allenatrice di pallacanestro statunitense, professionista nella WNBA.

## Carriera
È stata selezionata dalle Washington Mystics al primo giro del Draft WNBA 1998 (3ª scelta assoluta).
Nel luglio del 2020 è stata nominata vice-allenatore del Georgia Institute of Technology.

## Palmarès
- 2 volte migliore nella percentuale di tiro WNBA (1999, 2000)